# Villino Florio

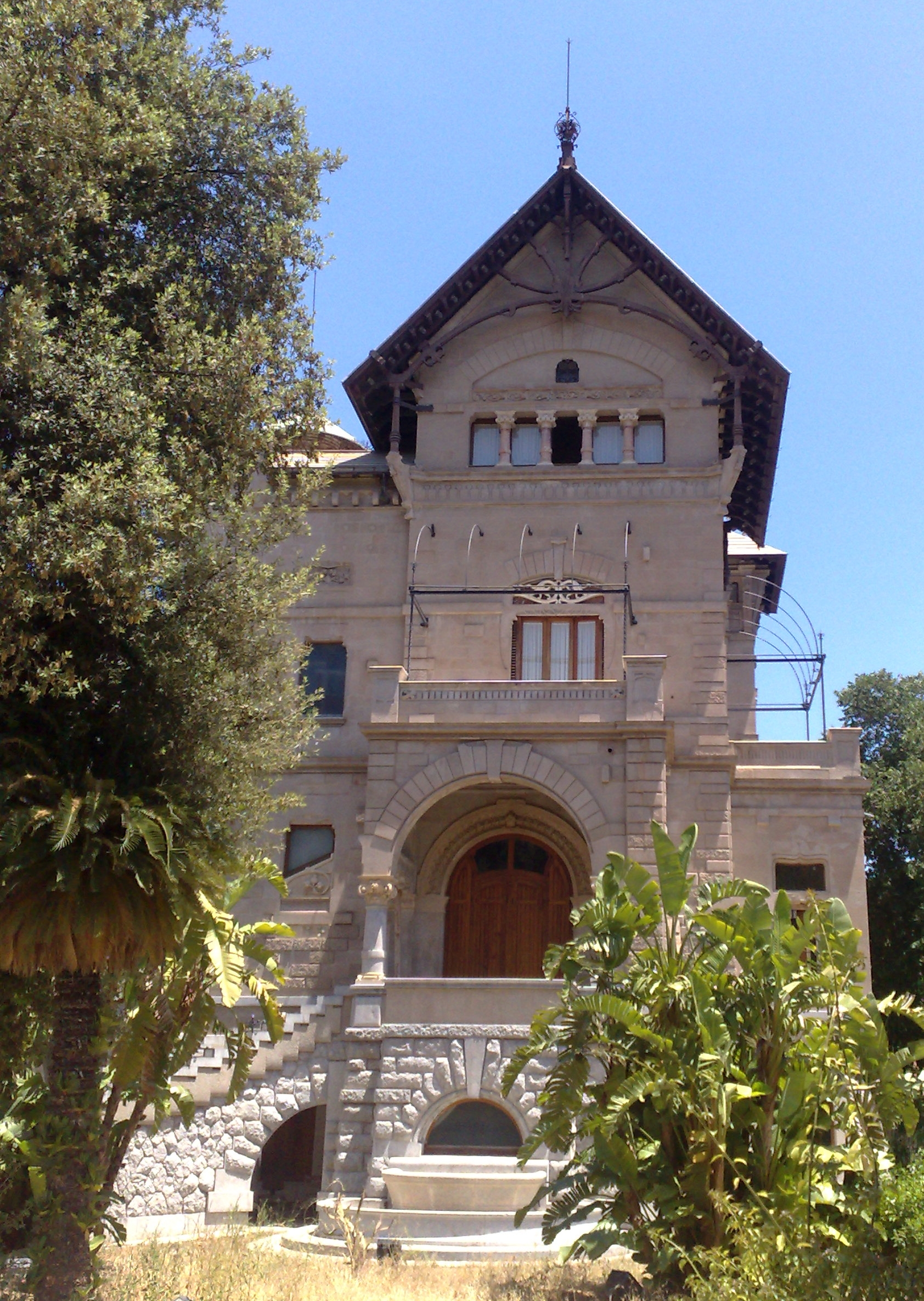
Ansicht der Villino Florio mit Giebelfront zur Straßenseite

Das Villino Florio, auch Villino Florio all’Olivuzza, ist eine nach Plänen des Architekten Ernesto Basile zwischen 1899 und 1902 errichtete Jugendstilvilla in Palermo. Das Gebäude diente zunächst als privates Wohnhaus für den Bauherrn Vincenzo Florio. Nach mehreren Jahren Leerstand wurde die Villa 1962 durch einen Brand schwer beschädigt. Das unter Denkmalschutz stehende Gebäude ging 1984 in den Besitz der Autonomen Region Sizilien über, die im Haus umfangreiche Sanierungsarbeiten durchführte. Nach einer Zwischennutzung als Büro ist das Villino Florio seit 2016 als Museum für die Öffentlichkeit zugänglich.

## Beschreibung

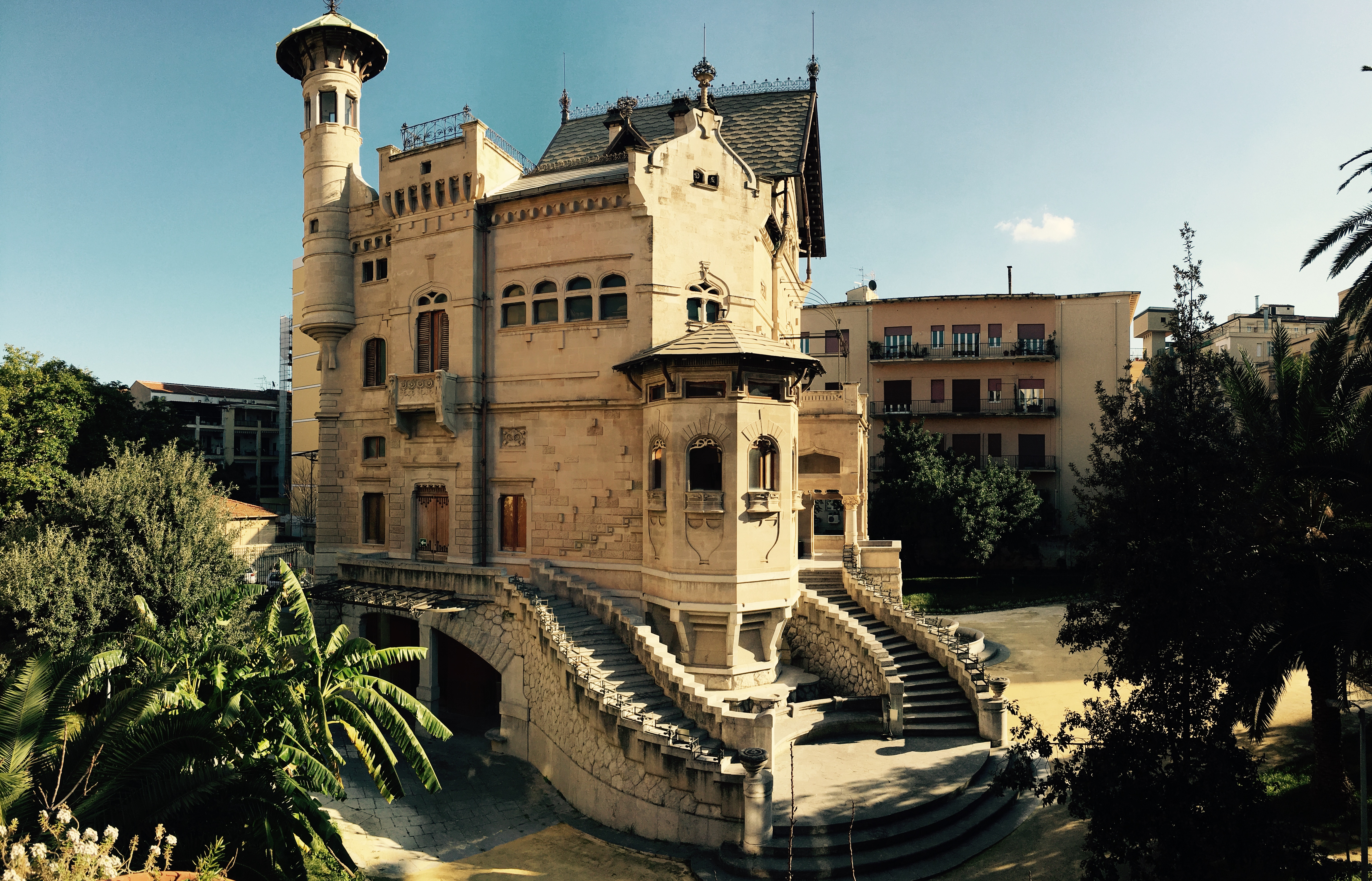
Ansicht des Villino Florio mit doppelläufiger Außentreppe und Ecktürmchen

Das Villino (deutsch: kleine Villa) befindet sich in der Viale Regina Margherita Nr. 38 im Stadtviertel Zisa von Palermo. Dieser außerhalb der Stadtmauern gelegene Bereich gehörte zur Zeit der Normannen zum Park Genoardo, was in etwa Paradies auf Erden bedeutet. Später erhielt diese Parklandschaft die Bezeichnung Olivuzza, wovon bis heute der Namenszusatz all’Olivuzza bei einigen Gebäuden zeugt. Im 19. Jahrhundert ließen hier mehrere wohlhabenden Familien ihre Paläste und Villen errichten und es entstanden beispielsweise die Villa Malfitano Whitaker, der Palazzo Butera-Wilding all’Olivuzza und die Villa Belmonte Ventimiglia. Die Familie Florio ließ in dieser Gegend den Palazzo Florio Wirz und den Palazzo Florio Fitalia all’Olivuzza errichten.
Die ursprünglich aus Kalabrien stammende Familie Florio gehörte im 19. Jahrhundert zu den bedeutenden Unternehmern Siziliens. Die Florios handelten mit Marsalawein und Cognac, besaßen eine Konservenfabrik für Thunfische und betrieben eine eigene Reederei. 1891 starb das Familienoberhaupt Ignazio Florio und das Vermögen ging auf seine Kinder über. Für den 1883 geborenen Sohn Vincenzo Florio erwarb die Familie in den Jahren 1893 bis 1898 ein großes parkartiges Grundstück im Olivuzza-Viertel, auf dem für ihn ein eigenes Wohnhaus – das Villino Florio – errichtet werden sollte.

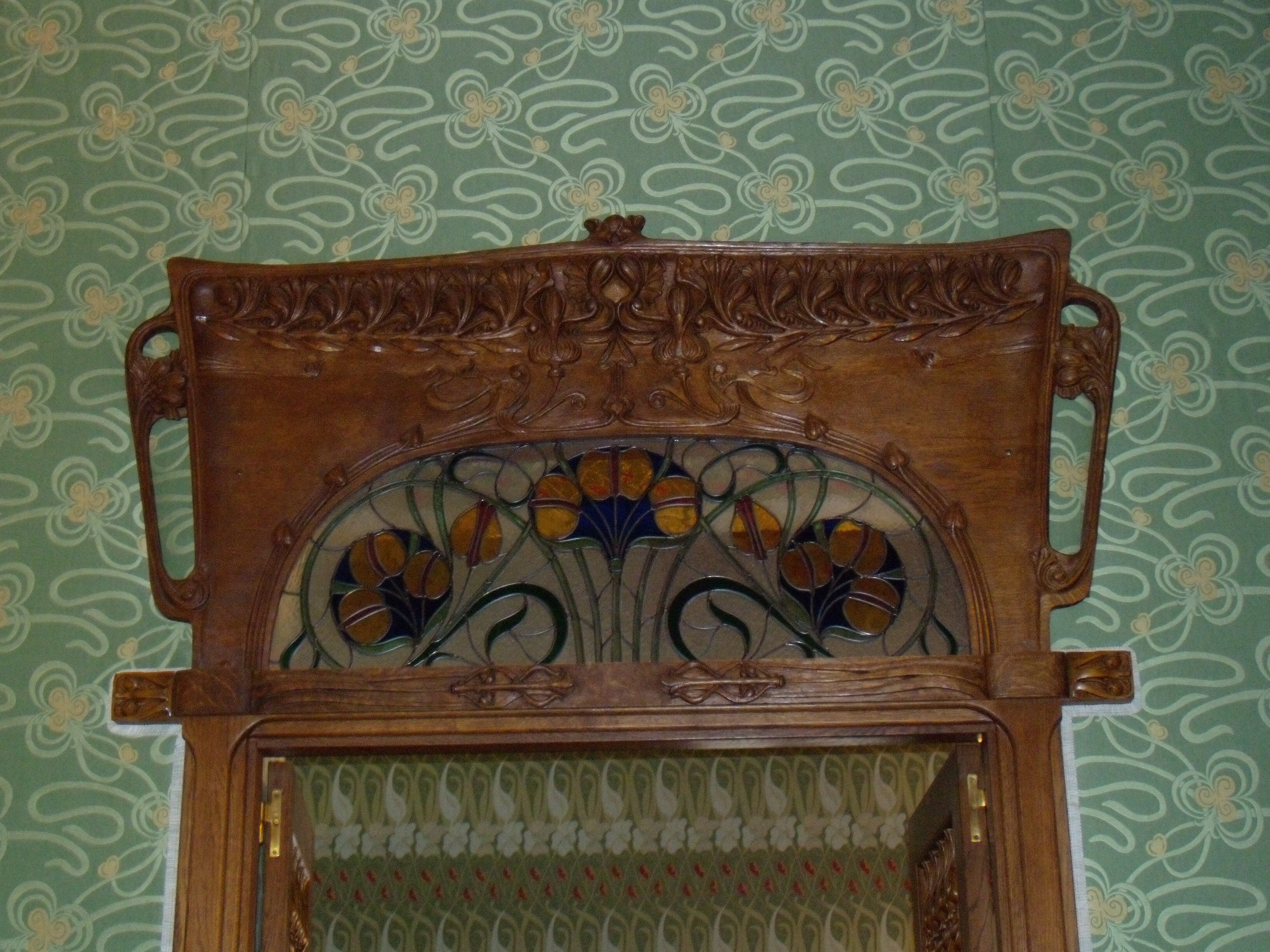
Innenraum mit floralen Details:Türrahmen mit farbigem Glasoberlicht, Holzschnitzerei und Textiltapete

Als der aus Palermo stammende Architekt Ernesto Basile 1899 den Bauauftrag erhielt, war der Bauherr Vincenzo Florio erst 16 Jahre alt. Für den Junggesellen sollte Basile ein Villino errichten, das als privater Wohnsitz gedacht war und in dem Florio seine Freunde treffen konnte. Außen erscheint die Villa im Stil des Eklektizismus mit einer doppelläufigen Außentreppe, romanischen Säulen, Elementen aus der Renaissance und dem Barock, Terrassen, Balkonen, Erker und einem zylindrischen Türmchen. Details erinnern an die Architektur französischer Schlösser, die Vincenzo Florio von seinen Frankreichreisen kannte. Die verschiedenen Stilzitate verband Basile geschickt zu einem eigenständigen Ganzen, das als ein Höhepunkt im Werk des Architekten gilt.
Im Inneren waren die Etagen auf die unterschiedlichen Bedürfnissen des Bauherrn zugeschnitten. Im Erdgeschoss – mit direktem Zugang zum Garten – gab es für die Freizeitvergnügungen ein Billardzimmer und ein Spielzimmer. In der von außen über die große Freitreppe zu erreichende erste Etage lagen die Repräsentationsräume wie der große Salon und das Speisezimmer. Im Innern führt eine große Holztreppe in die zweite Etage, in der sich die privaten Wohn- und Schlafräume befanden. An der ursprünglichen Ausstattung arbeiteten neben Ernesto Basile weitere Künstler und Kunsthandwerker mit: Giuseppe Enea und Ettore De Maria Bergler führten die Wandmalereien aus, Salvatore Gregorietti schuf bunte Glasfenster und von Vittorio Ducrot stammten einige der Möbel. Bei der aus hochwertigen Materialien hergestellten Innenausstattung gab es vor allem florale Dekorationselemente. Die verschiedenen Holzschnitzereien, textilen Wandbespannungen, Kacheln oder Türbeschläge waren in ihrer Ornamentsprache aufeinander abgestimmt und harmonisierten miteinander.
Zunächst lebte Ignazio Florio einige Jahre als Junggeselle in dem Villino Florio und widmete sich beispielsweise seinen verschiedenen Freizeitvergnügungen, zu denen seit 1906 auch das von ihm begründete Autorennen Targa Florio gehörte. 1909 heiratete er Annina Alliata di Montereale und das Villino Florio wurde Schauplatz von festlichen Empfängen. Zu den bekanntesten Gästen gehörte der deutsche Kaiser Wilhelm II., der bei einem Sizilienaufenthalt zu Besuch im Villino Florio war. Nach nur zwei Ehejahren starb Florios Frau Annina 1911 im Alter von 26 Jahren an der Cholera. Nachdem Vincenzo Florio im Folgejahr die Französin Lucie Henry geheiratet hatte, lebte er teilweise in Frankreich, wo er 1959 auch starb. Der große Park des über Jahrzehnte kaum genutzten Villino Florio wurde in den 1930er Jahren parzelliert und anschließend mit Wohnblocks bebaut. Das heutige Gebäudegrundstück des Villino Florio umfasst nur noch ein Bruchstück der vormaligen Parkanlage und besteht aus einem kleinen, das Wohnhaus umgebenden Garten.
In der Nacht vom 23. zum 24. November 1962 wurde das Villino Floria durch einen Brand schwer beschädigt. Bei diesem, vermutlich durch Brandstiftung verursachten Feuer wurde die Innenausstattung des Hauses nahezu vollständig zerstört und das Äußere der Villa teilweise beschädigt. Noch im selben Monat gründete sich die Initiative Salviamo Villa Florio Committee, die zur Rettung des seit 1954 unter Denkmalschutz stehenden Gebäudes aufrief. Zwar gab es bereits im Dezember 1962 Überlegungen, das Villino Floria mit staatlichen Geldern anzukaufen und instand zu setzen, das Gebäude konnte jedoch erst 1975 von der Verwaltung des Ente per i Palazzi e le Ville di Sicilia für 140 Millionen Lire erworben werden. Erste Renovierungsarbeiten begannen 1981. Nach Auflösung dieser Institution übernahm 1984 die Autonome Region Sizilien die Immobilie und veranlasste weitere Renovierungsarbeiten, die mit Hilfe von Geldern der Europäischen Union erfolgten und bis 2009 andauerten. Hierbei wurden beispielsweise die textilen Wandbespannungen mit ihren Blumenmustern nach alten Vorlagen gefertigt und in dem Villino angebracht. Bei den dekorativen Holzarbeiten entschieden sich die Restauratoren teilweise zum Erhalt der verkohlten Originale und bei anderen Elementen für den Ersatz durch Nachbildungen. Nach der Restaurierung beherbergte das Gebäude zunächst die Büros des Dipartimento Regionale per l’Architettura e l’Arte Contemporanea (Regionalabteilung für Architektur und zeitgenössische Kunst). Seit Januar 2016 ist das Villino Florio als Museum für die Öffentlichkeit geöffnet und zeigt exemplarisch die Wohnkultur einer Unternehmervilla in Palermo zur Zeit der Belle Époque.